# El Coca
Coca, popularmente llamada "el Coca" -por el (río) Coca que discurre por su flanco oriental-, fundada como San Antonio de la Coca y llamada Puerto Francisco de Orellana hasta 2019, es una ciudad ecuatoriana; cabecera cantonal del Cantón Francisco de Orellana y capital de la Provincia de Orellana, así como la urbe más grande y poblada de la misma. Se localiza al norte de la Región amazónica del Ecuador, entre los ríos Napo, Coca y Payamino, a una altitud de 255 m s. n. m. y con un clima lluvioso tropical de 24,4 °C en promedio.
En el censo de 2022 tenía una población de 51.281 habitantes, lo que la convierte en la trigésima primera ciudad más poblada del país y segunda de la amazonía ecuatoriana, detrás de Nueva Loja. La ciudad es el núcleo del área metropolitana del Coca; el conglomerado alberga a más de 70.000 habitantes, y asimismo, ocupa la segunda posición entre las conurbaciones amazónicas.
Sus orígenes datan de la época colonial, pero es a mediados del siglo XX, debido a su ubicación geográfica y el descubrimiento de yacimientos petroleros cercanos al lugar, cuando presenta un acelerado crecimiento demográfico hasta establecer un poblado urbano, que sería posteriormente, uno de los principales núcleos urbanos de la región amazónica. Es uno de los más importantes centros administrativos, económicos, financieros y comerciales de la amazonía. Las actividades principales de la ciudad son la industria petrolera, el transporte, el comercio, la ganadería y la agricultura.

## Toponimia
El nombre de Coca proviene del nombre original de la ciudad: San Antonio de la Coca. Su origen seguramente tendría que ver con plantaciones de coca que los primeros misioneros se encontraron en la zona.

## Historia
En el tiempo que los españoles fundaron la ciudad de Quito, ya se conocía la existencia de la Provincia de los Quijos, la que posteriormente se llamó Provincia de los Quijos, Sumaco y la Canela o Provincia de la Coca; este territorio era rico en oro, y los españoles, por su ambición, se lanzaron a la conquista y exploración. Gonzalo Díaz de Pineda fue el primer español que llegó a territorio Quijos en busca del Dorado y la Canela, en septiembre de 1538. Años más tarde, en 1541 Gonzalo Pizarro realizó una nueva exploración que terminó con el descubrimiento del río Amazonas.
El territorio de Francisco de Orellana perteneció a la Gobernación de Quijos, y más tarde, al Cantón Quijos y después al Cantón Napo.
A mediados del siglo XX, tan solo algunos misioneros, caucheros e indios habitaban el lugar; en ese entonces esta era considerada una zona remota y abandonada. Desde el descubrimiento de petróleo en la zona la población ha aumentado rápidamente, gracias a la llegada de colonos, principalmente de la sierra y de algunas provincias de la costa (Manabí y Esmeraldas). La ciudad es capital de la provincia de Orellana desde el gobierno del presidente electo Jamil Mahuad, cuando en 1998, Orellana se separó de Napo.
En el año 2019, a través de un proceso participativo de autoidentificación de sus pobladores y bajo el marco constitucional del ejercicio de la Democracia Directa -Iniciativa Popular Normativa-  el Lcdo. Nelson Muñoz Morante, periodista y gestor cultural, presentó un proyecto de Ordenanza que fue aprobado en forma unánime por el Concejo Municipal, liderado por el alcalde Antonio Cabrera, el 28 de febrero de 2019. La Ordenanza OM-003-2019 en su articulado dispone: "Cambiar el nombre de la parroquia urbana de Puerto Francisco de Orellana a El Coca". Además, estableció el 28 de febrero como "Dia de la Identidad Coqueña" en homenaje a la  fundación de la actual ciudad, gesta ocurrida el 29 de febrero de 1956.  

## Geografía
Se encuentra en la Región Amazónica del Ecuador, al noroccidente de la provincia de Orellana; aproximadamente a 8 horas de Quito por una carretera que se encuentra en buen estado, sin embargo el camino es sinuoso por lo cual su tránsito por ella es a una velocidad moderada, esto permite disfrutar el cambio de la cordillera de los andes hacia la amazonia. Se encuentra a 254 m. sobre el nivel del mar. La ciudad está ubicada en la confluencia de los ríos Napo y Coca, por lo que posee un puerto.

### Clima cálido húmedo
De acuerdo con la clasificación climática de Köppen, Coca experimenta un clima ecuatorial lluvioso (Af), el cual se caracteriza por las temperaturas altas y constantes lluvias durante todo el año. Debido a que las estaciones del año no son sensibles en la zona ecuatorial, tiene exclusivamente dos estaciones: un pluvioso y cálido invierno, que va de diciembre a junio, y un "verano" ligeramente más fresco y seco, entre julio y noviembre. Su temperatura promedio anual es de 24,4 °C; con un promedio de 25 °C, febrero es el mes más cálido, mientras agosto es el mes más frío, con 23,2 °C en promedio. Es un clima isotérmico por sus constantes precipitaciones durante todo el año (amplitud térmica anual inferior a 2 °C entre el mes más frío y el más cálido), si bien la temperatura real no es extremadamente alta, la humedad hace que la sensación térmica se eleve hacia los 36 °C o más. En cuanto a la precipitación, goza de lluvias abundantes y regulares siempre superiores a 3800 mm por año; hay una diferencia de aprenas 185 mm de precipitación entre los meses más secos y los más húmedos; marzo (20 días) tiene los días más lluviosos por mes en promedio, mientras la menor cantidad de días lluviosos se mide en febrero (15 días). La humedad relativa también es constante, con un promedio anual de 89%. 
| Parámetros climáticos promedio de Coca, Ecuador | Parámetros climáticos promedio de Coca, Ecuador | Parámetros climáticos promedio de Coca, Ecuador | Parámetros climáticos promedio de Coca, Ecuador | Parámetros climáticos promedio de Coca, Ecuador | Parámetros climáticos promedio de Coca, Ecuador | Parámetros climáticos promedio de Coca, Ecuador | Parámetros climáticos promedio de Coca, Ecuador | Parámetros climáticos promedio de Coca, Ecuador | Parámetros climáticos promedio de Coca, Ecuador | Parámetros climáticos promedio de Coca, Ecuador | Parámetros climáticos promedio de Coca, Ecuador | Parámetros climáticos promedio de Coca, Ecuador | Parámetros climáticos promedio de Coca, Ecuador |
| Mes                                             | Ene.                                            | Feb.                                            | Mar.                                            | Abr.                                            | May.                                            | Jun.                                            | Jul.                                            | Ago.                                            | Sep.                                            | Oct.                                            | Nov.                                            | Dic.                                            | Anual                                           |
| ----------------------------------------------- | ----------------------------------------------- | ----------------------------------------------- | ----------------------------------------------- | ----------------------------------------------- | ----------------------------------------------- | ----------------------------------------------- | ----------------------------------------------- | ----------------------------------------------- | ----------------------------------------------- | ----------------------------------------------- | ----------------------------------------------- | ----------------------------------------------- | ----------------------------------------------- |
| Temp. máx. media (°C)                           | 28.8                                            | 29.1                                            | 28.7                                            | 28.5                                            | 27.9                                            | 26.7                                            | 26.6                                            | 28.0                                            | 28.9                                            | 28.9                                            | 28.6                                            | 28.5                                            | 28.3                                            |
| Temp. media (°C)                                | 24.9                                            | 25.0                                            | 24.7                                            | 24.5                                            | 24.2                                            | 23.3                                            | 23.2                                            | 23.9                                            | 24.6                                            | 24.8                                            | 24.7                                            | 24.7                                            | 24.4                                            |
| Temp. mín. media (°C)                           | 22.1                                            | 22.2                                            | 22.1                                            | 22.0                                            | 21.8                                            | 21.1                                            | 20.8                                            | 21.2                                            | 21.7                                            | 22.0                                            | 22.1                                            | 22.0                                            | 21.8                                            |
| Precipitación total (mm)                        | 233                                             | 284                                             | 413                                             | 418                                             | 389                                             | 378                                             | 321                                             | 243                                             | 245                                             | 297                                             | 335                                             | 314                                             | 3870                                            |
| Días de precipitaciones (≥ 1.0 mm)              | 16                                              | 15                                              | 20                                              | 20                                              | 19                                              | 19                                              | 18                                              | 16                                              | 17                                              | 19                                              | 19                                              | 18                                              | 216                                             |
| Horas de sol                                    | 254.2                                           | 226.8                                           | 226.3                                           | 216                                             | 213.9                                           | 189                                             | 207.7                                           | 235.6                                           | 231                                             | 226.3                                           | 210                                             | 232.5                                           | 2669.3                                          |
| Humedad relativa (%)                            | 86                                              | 86                                              | 89                                              | 89                                              | 90                                              | 92                                              | 91                                              | 89                                              | 88                                              | 89                                              | 90                                              | 89                                              | 89                                              |
| Fuente: Climate-data.org                        |                                                 |                                                 |                                                 |                                                 |                                                 |                                                 |                                                 |                                                 |                                                 |                                                 |                                                 |                                                 |                                                 |

## Política

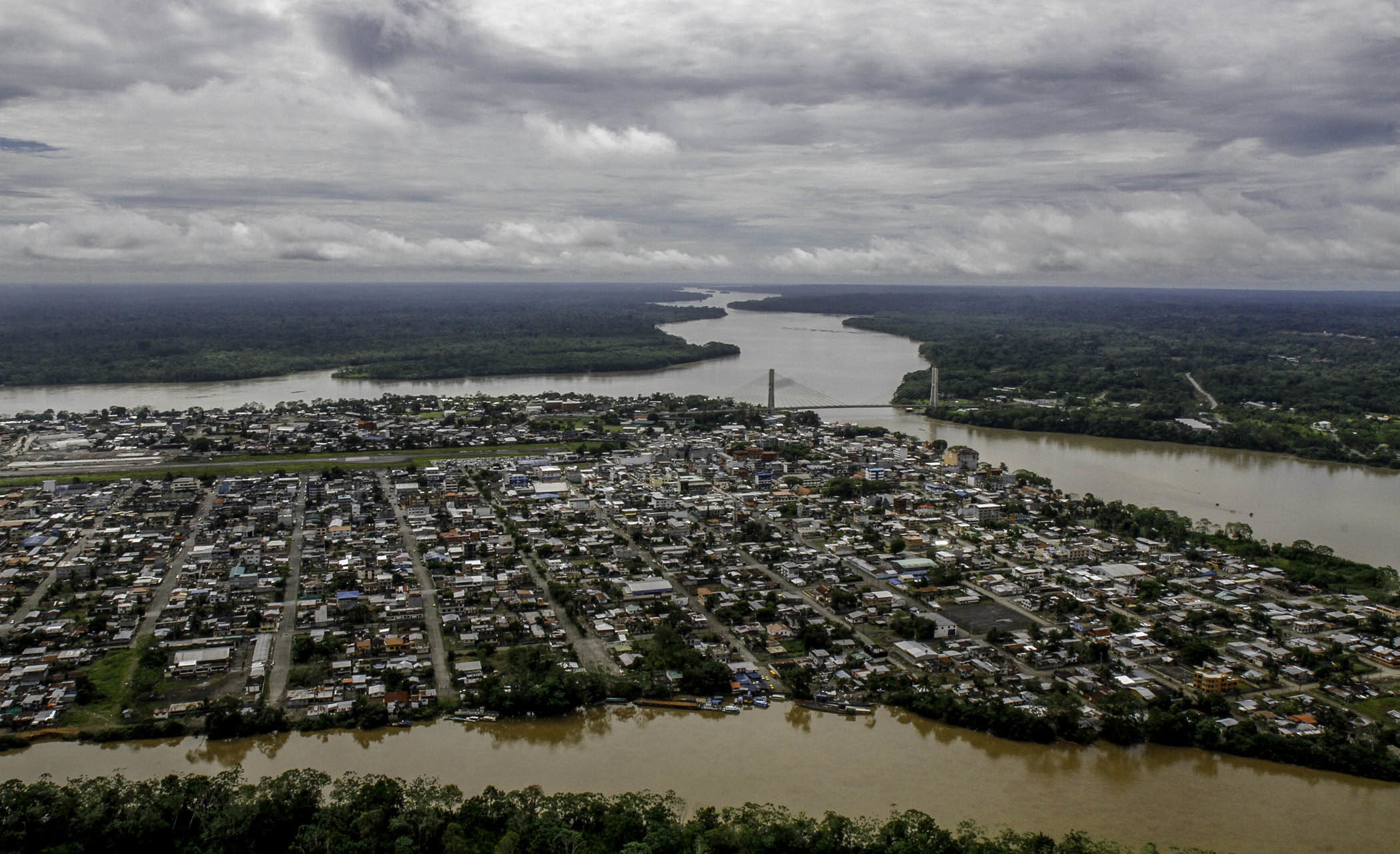
Vista panorámica del sur de la ciudad.

Territorialmente, la ciudad de Coca está organizada en una sola parroquia urbana, mientras que existen 11 parroquias rurales con las que complementa el aérea total del Cantón Francisco de Orellana. El término "parroquia" es usado en el Ecuador para referirse a territorios dentro de la división administrativa municipal.
La ciudad de Coca y el cantón Francisco de Orellana, al igual que las demás localidades ecuatorianas, se rige por una municipalidad según lo previsto en la Constitución de la República. El Gobierno Autónomo Descentralizado Municipal de Francisco de Orellana, es una entidad de gobierno seccional que administra el cantón de forma autónoma al gobierno central. La municipalidad está organizada por la separación de poderes de carácter ejecutivo representado por el alcalde, y otro de carácter legislativo conformado por los miembros del concejo cantonal.
La urbe es la capital de la provincia de Orellana, por lo cual es sede de la Gobernación y de la Prefectura de la provincia. La Gobernación está dirigida por un ciudadano con título de Gobernador de Orellana y es elegido por designación del propio Presidente de la República como representante del poder ejecutivo del estado. La Prefectura, algunas veces denominada como Gobierno Provincial, está dirigida por un ciudadano con título de Prefecto de Orellana y es elegido por sufragio directo en fórmula única junto al candidato viceprefecto. Las funciones del Gobernador son en su mayoría de carácter representativo del Presidente de la República, mientras que las funciones del Prefecto están orientadas al mantenimiento y creación de infraestructura vial, turística, educativa, entre otras.
La Alcaldía de Francisco de Orellana, se rige principalmente sobre la base de lo estipulado en los artículos 253 y 264 de la Constitución Política de la República y en la Ley de Régimen Municipal en sus artículos 1 y 16, que establece la autonomía funcional, económica y administrativa de la Entidad.

### Alcaldía
El poder ejecutivo de la ciudad es desempeñado por un ciudadano con título de Alcalde de Francisco de Orellana, el cual es elegido por sufragio directo en una sola vuelta electoral, sin fórmulas o binomios en las elecciones municipales. El vicealcalde no es elegido de la misma manera, ya que una vez instalado el Concejo Cantonal se elegirá entre los ediles un encargado para aquel cargo. El alcalde y el vicealcalde duran cuatro años en sus funciones, y en el caso del alcalde, tiene la opción de reelección inmediata o sucesiva. El alcalde es el máximo representante de la municipalidad y tiene voto dirimente en el concejo cantonal, mientras que el vicealcalde realiza las funciones del alcalde de modo suplente mientras no pueda ejercer sus funciones el alcalde titular.
El alcalde cuenta con su propio gabinete de administración municipal mediante múltiples direcciones de nivel de asesoría, de apoyo y operativo. Los encargados de aquellas direcciones municipales son designados por el propio alcalde. Actualmente, la alcaldesa de Francisco de Orellana es Shirma Cortés Sanmiguel, durante el periodo 2023 - 2027.

### Concejo cantonal
El poder legislativo de la ciudad es ejercido por el Concejo Cantonal de Orellana el cual es un pequeño parlamento unicameral que se constituye al igual que en los demás cantones mediante la disposición del artículo 253 de la Constitución Política Nacional. De acuerdo a lo establecido en la ley, la cantidad de miembros del concejo representa proporcionalmente a la población del cantón.
El cantón Francisco de Orellana posee siete concejales, los cuales son elegidos mediante sufragio (Sistema D'Hondt) y duran en sus funciones cuatro años pudiendo ser reelegidos indefinidamente. De los siete ediles, 4 representan a la población urbana mientras que 3 representan a las 11 parroquias rurales. El alcalde y el vicealcalde presiden el concejo en sus sesiones. Al recién instalarse el concejo cantonal por primera vez los miembros eligen de entre ellos un designado para el cargo de vicealcalde de la ciudad.

## Turismo

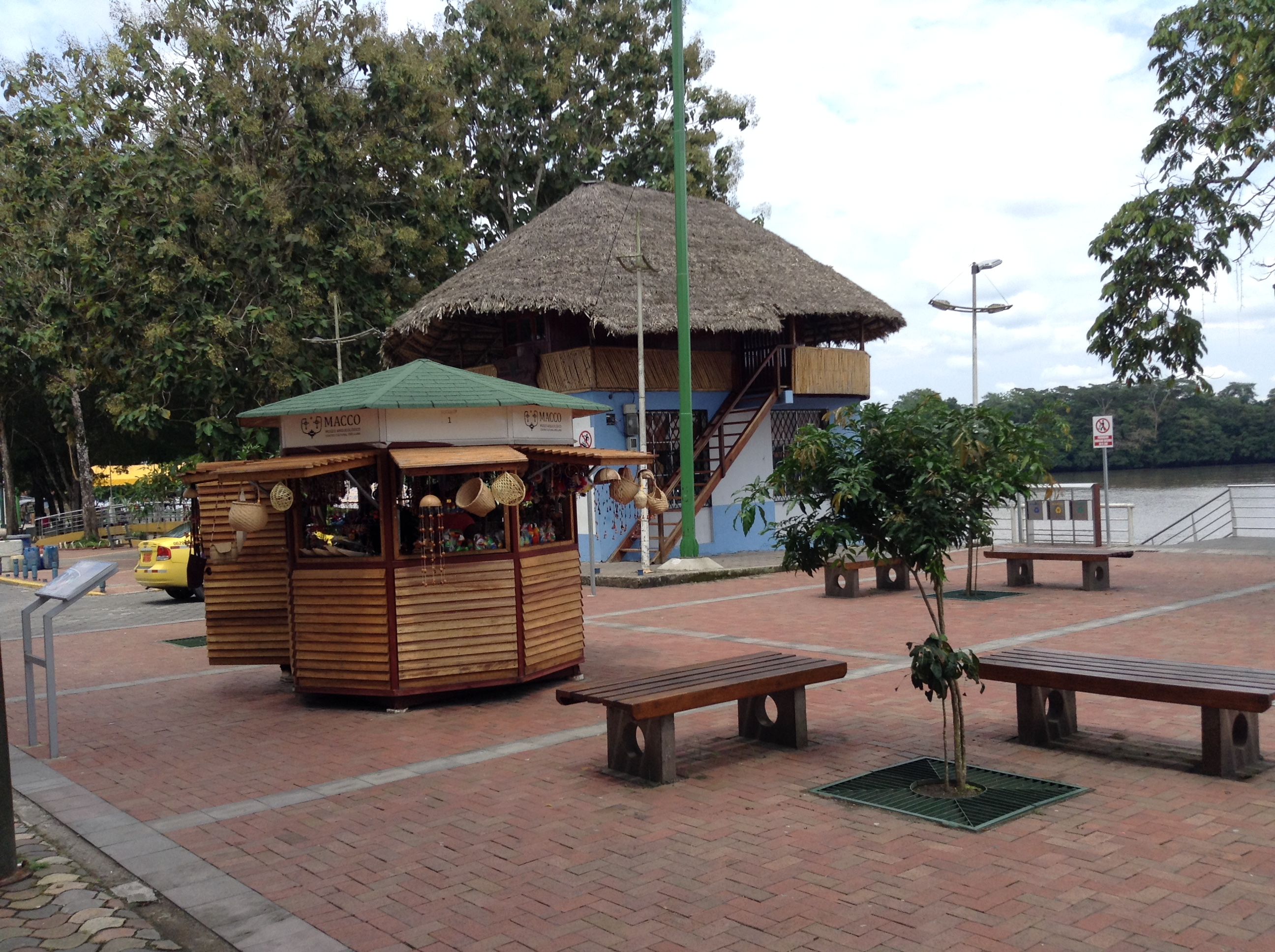
Malecón de la ciudad, a orillas del río Napo.

El turismo en una de las industrias más vitales de Coca y, en los últimos años, está en constante cambio. La ciudad se encuentra con una creciente reputación como destino turístico por su ubicación en plena selva amazónica, una de las siete maravillas naturales del mundo. A través de los años, Coca ha incrementado su oferta turística; actualmente, el índice turístico creció gracias a la campaña turística emprendida por el gobierno nacional, "All you need is Ecuador". El turismo de la ciudad se enfoca en su belleza natural, interculturalidad, gastronomía, y deportes de aventura. En cuanto al turismo ecológico, la urbe cuenta con espaciosas áreas verdes, y la mayoría de los bosques y atractivos cercanos están bajo su jurisdicción.
El turismo de la ciudad se relaciona íntimamente con el resto del cantón; el principal atractivo del cantón es la naturaleza, dotada de una alta biodiversidad. Hay variedades de artesanías hechas en balsa y de tagua hechas en otros lugares y revendidas en esta localidad. A través de los años ha continuado con su tradición comercial, y actualmente en un proceso fundamentalmente económico, apuesta al turismo, reflejándose en los cambios en el ornato de la ciudad. Los destinos turísticos más destacados son:
- La Iglesia Catedral: Fue construida por los sacerdotes capuchinos, hace aproximadamente 35 años, por tanto su arquitectura es contemporánea. Entre los objetos más valiosos de la iglesia se encuentran los objetos personales de la Hermana Inés Arango, misionera que intentó la evangelización de los waoranis. Estos objetos se guardan en la que fuera su habitación, tal y como ella la dejó antes de partir. La patrona de la catedral es la "Virgen del Carmen" y se realiza cada 16 de julio se realiza la fiesta en su honor.

- El Museo Arqueológico y Centro Cultural de Orellana: Se inauguró en el año 2015. Posee más de 400 piezas arqueológicas que pertenecerían a la cultura Omagua, y comunidades que habitaban en las riberas del río Napo (FASE NAPO 1100-1480) A.C. El MACCO está ubicado en las calles 9 de Octubre y Eugenio Espejo, malecón de la Ciudad.

- Otros atractivos de la ciudad son: El "Parque Central", el río Napo, el río Coca, el puerto de la ciudad, el primer puente atirantado sobre el Río Napo.

## Demografía
Posee 40.730 habitantes distribuidos en el área urbana, siendo la trigésima ciudad más poblada del país y la segunda de la amazonia ecuatoriana, después de Lago Agrio. Su auge económico y poblacional, surgió a raíz de la explotación petrolera que se diera en sus tierras y al igual que Sucumbios debido al alto número de migrantes de otras provincias (principalmente de la sierra) y de colombianos radicados, que han huido de la violencia en su país.

## Transporte
Si bien inicialmente el único medio de transporte para entrar y salir de la ciudad era vía fluvial por el río Napo; esto cambió con el progreso y el petróleo, hoy cuenta con carreteras de primer orden que por las inclemencias del tiempo se han venido deteriorando, siendo esta una de las carreteras más peligrosas del país. Así mismo el constante uso del transporte fluvial hacia el interior de la amazonia a poblaciones alejadas.
Uno de los proyectos más destacables que lo mencionan es eje vial Manta - Manaos, donde el puente sobre de ingreso a la ciudad junto con la vía de primer orden son el primer paso para conectar con el Pacífico a través de la carretera Manta - Coca y desde ahí por vía fluvial en el Napo hasta Manaos - Brasil.

### Aéreo

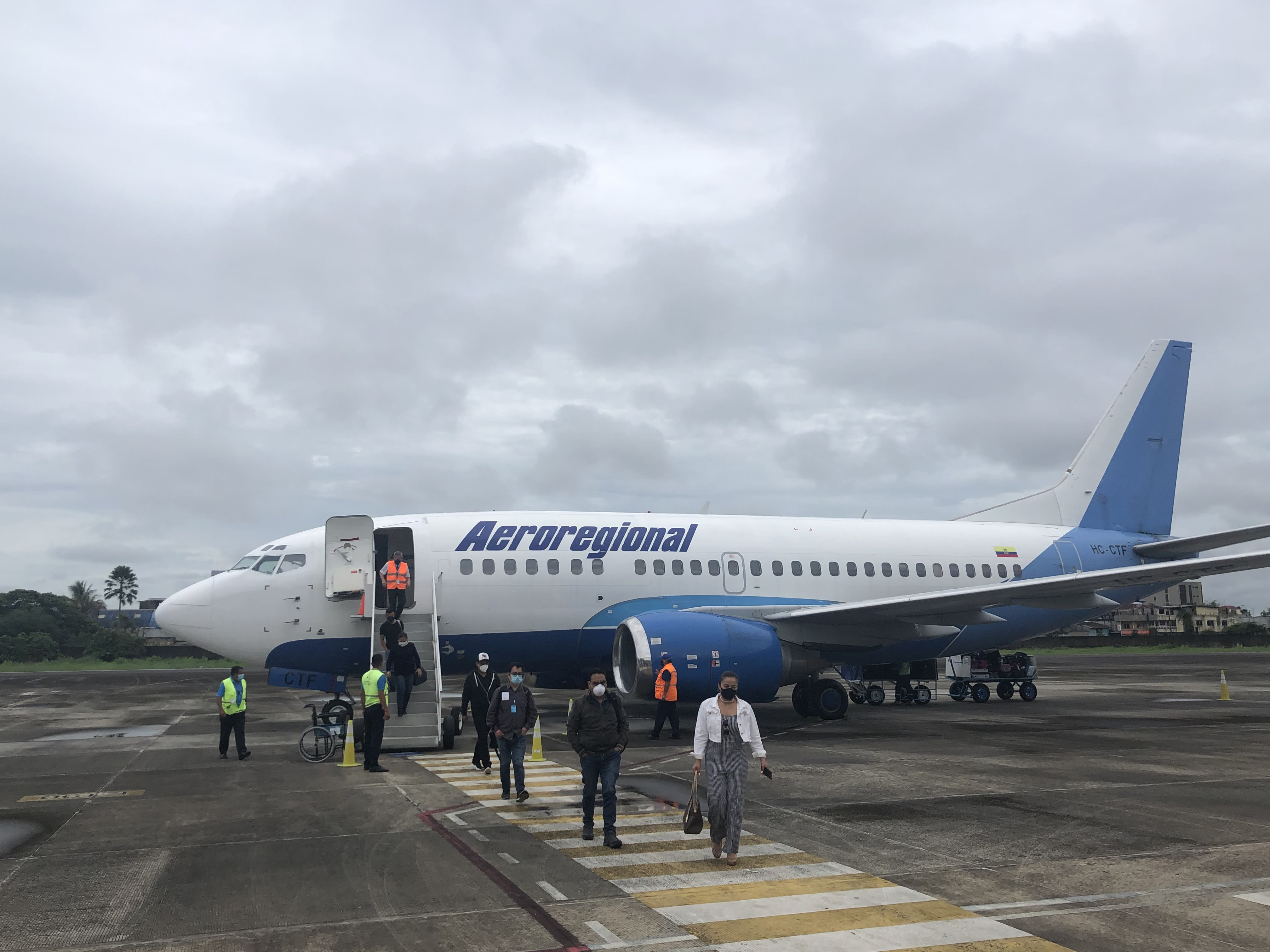
Aeronave arribando al Aeropuerto Francisco de Orellana.

El Aeropuerto Francisco de Orellana (IATA: OCC, OACI: SECO) es una estación Tipo B, ya que presta servicio de pasajeros y carga a nivel Nacional; en cuanto los servicios de apoyo con que cuenta es de Categoría 5, con clave de referencia 3C, de acuerdo al Anexo 14 de la OACI.
El Aeropuerto fue construido entre 1958 y 1959 por el Vicariato de Aguarico, una comunidad eclesiástica que ha contribuido al desarrollo de la región.

### Terrestre
El transporte público es el principal medio transporte de los habitantes de la ciudad, tiene un servicio de bus público urbano en expansión, y es una de las pocas ciudades amazónicas que cuenta con uno. El sistema de bus no es amplio y está conformado por pocas empresas de transporte urbano. La tarifa del sistema de bus es de 0,30 USD, con descuento del 50% a grupos prioritarios (menores de edad, adultos mayores, discapacitados, entre otros). Además existen los buses interparroquiales e intercantonales para el transporte a localidades cercanas.
Gran parte de las calles de la ciudad están asfaltadas o adoquinadas, aunque algunas están desgastadas y el resto de calles son lastradas, principalmente en los barrios nuevos que se expanden en la periferia de la urbe.

#### Avenidas importantes
- 9 de Octubre
- Alejandro Labaka
- Guayaquil
- Quito
- Eloy Alfaro
- Eugenio Espejo
- Napo
- 6 de diciembre
- 12 de febrero
- Amazonas
- Loja

La Terminal Terrestre de El Coca es el principal centro de transporte terrestre de la ciudad de Coca. Está terminal conecta a la región amazónica con el resto del país mediante rutas hacia ciudades como Quito, Tena, Lago Agrio y otras localidades cercanas. Sus instalaciones ofrecen servicios básicos como boleterías, áreas de espera, locales comerciales y servicios sanitarios, brindando comodidad a los viajeros. Además, el terminal es un punto clave para el turismo, ya que facilita el acceso a la selva amazónica, reservas naturales, y comunidades indígenas, promoviendo el desarrollo económico y cultural de la región.

## Gastronomía
La cultura gastronómica de Coca conforma una colorida variedad de comidas influenciada por sus propias raíces amazónicas así como la inmigración interna y colombiana. En Coca se puede disfrutar de las más variadas comidas típicas de la selva. Su cocina está bien abastecida por el factor natural in situ, por ejemplo, la pesca es muy alta en la selva baja por la cantidad de nutrientes en los ríos y lagunas. En la inmensa variedad, destaca el paiche, el segundo pez más grande de agua dulce (puede llegar a pesar hasta 180 kilos y medir hasta 3 metros de largo). Los platos típicos de la ciudad son:
- Maito de tilapia
- Maito de carachama
- Maito de cachama
- Seco de guanta
- Pincho de chontacuro
- Chicha de chonta
- Chicha de yuca
- Chicha masticada de yuca
- Guayusa
- Ayahuasca

## Economía

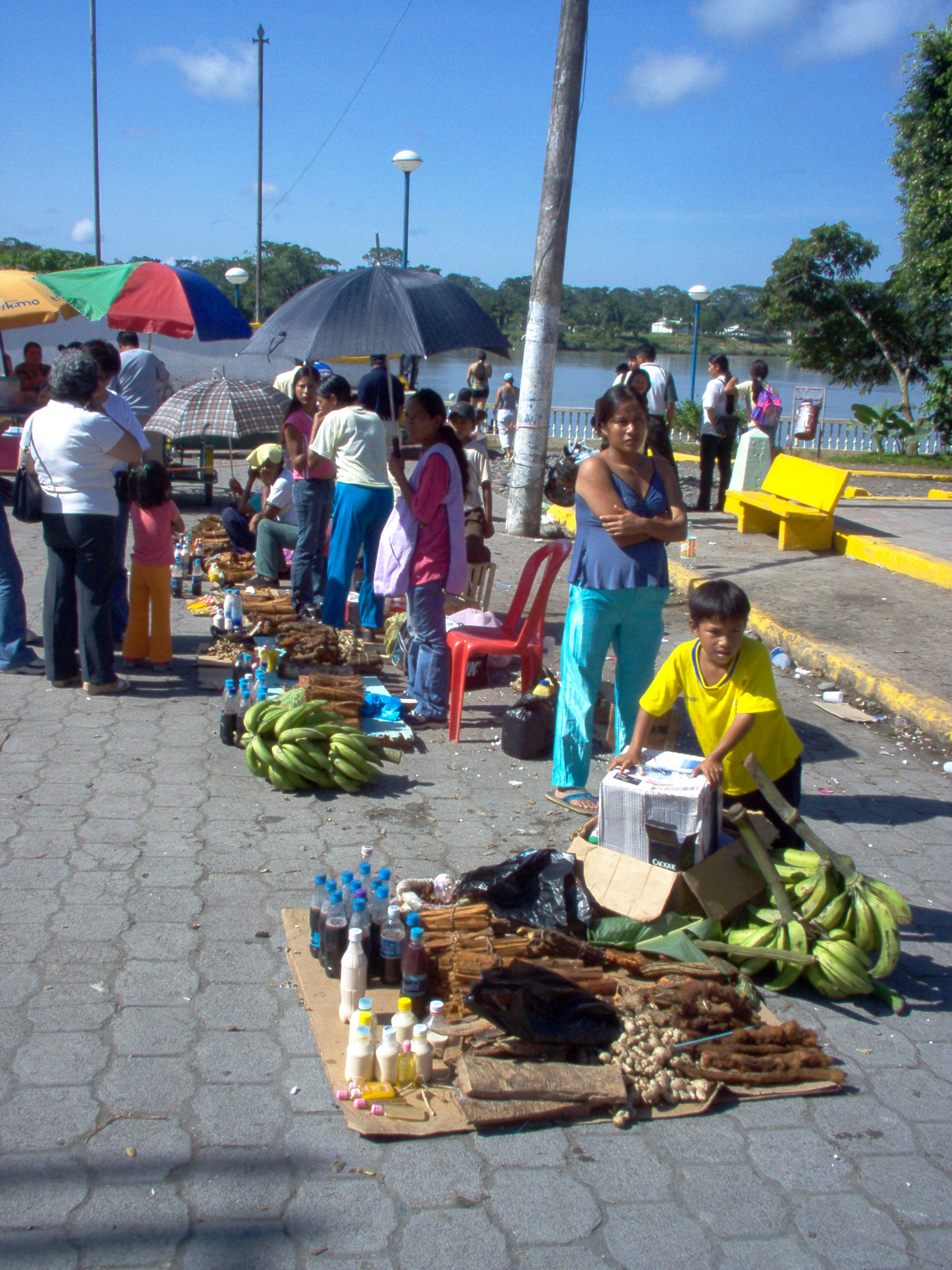
Venta de productos de la zona.

Coca es una ciudad de amplia actividad comercial. La ciudad es el mayor centro económico y comercial de la provincia de Orellana y uno de los principales de la región amazónica. Alberga grandes organismos financieros y comerciales del país. Su economía se basa en el petróleo, el comercio, el turismo, el transporte y la agricultura. Las mayores industrias extracción de la ciudad están conformadas por la maderera y agrícola (piscicultura, avicultura, etc.) Los principales ingresos de los orellanenses son el comercio formal e informal, los negocios, la agricultura y la acuicultura; el comercio de la gran mayoría de la población consta de pymes y microempresas, sumándose de forma importante la economía informal que da ocupación a miles de personas.
La actividad comercial y los beneficios que brindan se ven también a nivel corporativo, las oportunidades del sector privado al desarrollar modelos de negocios que generen valor económico, ambiental y social, están reflejadas en el desarrollo de nuevas estructura, la inversión privada ha formado parte en el proceso del crecimiento de la ciudad, los proyectos inmobiliarios, urbanizaciones privadas, y oficinas, han ido en aumento, convirtiendo a la ciudad en un punto estratégico y atractivo para hacer negocios en la amazonía.

## Medios de comunicación
La ciudad posee una red de comunicación en continuo desarrollo y modernización. En la ciudad se dispone de varios medios de comunicación como prensa escrita, radio, televisión, telefonía, Internet y mensajería postal. En algunas comunidades rurales existen telefonía e Internet satelitales.
- Telefonía: Si bien la telefonía fija se mantiene aún con un crecimiento periódico, esta ha sido desplazada muy notablemente por la telefonía celular, tanto por la enorme cobertura que ofrece y la fácil accesibilidad. Existen 3 operadoras de telefonía fija, CNT (pública), TVCABLE y Claro (privadas) y cuatro operadoras de telefonía celular, Movistar, Claro y Tuenti (privadas) y CNT (pública).

- Radio: En la localidad existe una gran cantidad de sistemas radiales de transmisión nacional y local, e incluso de provincias y cantones vecinos.

- Medios televisivos: La mayoría de canales son nacionales, aunque se ha incluido canales locales recientemente. El apagón analógico se estableció para el 31 de diciembre de 2023.[5]

## Deporte
La Federación Deportiva de Orellana es el organismo rector del deporte en toda la Provincia de Orellana y por ende en Coca se ejerce su autoridad de control. El deporte más popular en la ciudad, al igual que en todo el país, es el fútbol, siendo el deporte con mayor convocatoria. Actualmente existen tres equipos de fútbol de la ciudad, activos en la Asociación de Fútbol Profesional de Orellana, que participan en el Campeonato Provincial de Segunda Categoría de Orellana.
El principal recinto deportivo para la práctica del fútbol es el Estadio Federativo de El Coca. Es usado mayoritariamente para la práctica del fútbol y tiene capacidad para 1000 espectadores. Desempeña un importante papel en el fútbol local, ya que los clubes orellanenses como el Orellanense Fútbol Club, el Abuelos F.C., el Deportivo Coca y Estrellas de Orellana hacen de locales en este escenario deportivo. Este estadio es sede de distintos eventos deportivos a nivel local, así como es escenario para varios eventos de tipo cultural, especialmente conciertos musicales.

## Ciudades Hermanas
- Iquitos, Perú